# Marco Giampaolo
Marco Giampaolo (Bellinzona, 2 agosto 1967) è un allenatore di calcio ed ex calciatore italiano, di ruolo centrocampista.

## Biografia
Nasce in Svizzera, a Bellinzona, da una famiglia originaria del comune abruzzese di Giulianova, emigrata per lavoro, con la quale fa ritorno in Abruzzo all'età di un anno. È fratello maggiore di Federico, anche lui allenatore di calcio ed ex calciatore.

## Carriera

### Giocatore
Cresciuto nel Giulianova, squadra della sua città, con cui ha disputato quattro stagioni di cui una (annata 1987-1988) insieme al fratello Federico, ha militato prevalentemente in formazioni di Serie C1 e Serie C2, con l'eccezione dell'annata 1995-1996, nella quale ha collezionato 36 presenze e una rete in Serie B con la Fidelis Andria, chiudendo al quartultimo posto finale con conseguente retrocessione.
Si ritirò dal calcio giocato ad appena trent'anni, mentre militava nel Gualdo, a causa di un brutto infortunio alla caviglia. Fu il suo ex tecnico Ivo Iaconi a consigliargli di intraprendere la carriera di allenatore.

### Allenatore

#### Pescara, Giulianova, Treviso e Ascoli
Incominciò da osservatore nel Pescara di cui divenne successivamente allenatore in seconda. Analogo incarico ricoprì in seguito a Giulianova e a Treviso.
Nel 2004 fu assistente del tecnico dell'Ascoli Massimo Silva, pur esercitando di fatto come allenatore-capo benché ancora sprovvisto del patentino di prima categoria; in ragione di ciò fu deferito alla Commissione Disciplinare e squalificato per due mesi fino al 15 maggio 2006. La stagione si risolse nella salvezza della squadra marchigiana.

#### Cagliari
Nella stagione 2006-2007 passa alla guida del Cagliari; esonerato il 17 dicembre 2006, tornerà sulla panchina sarda il 26 febbraio 2007 (dopo l'esonero di Franco Colomba), riuscendo a raggiungere la salvezza con una giornata d'anticipo. Il 5 luglio 2007 ha superato a pieni voti il master federale per allenatori di Coverciano ottenendo così il patentino di prima categoria. Nella stagione seguente viene riconfermato dalla società isolana, e dopo un inizio assai promettente in termini di gioco e risultati (vittoria per 2-0 a Napoli all'esordio e 1-0 in casa contro il Siena), la squadra va in crisi.
Il 13 novembre 2007 viene nuovamente esonerato dal presidente Cellino in seguito a una serie di risultati negativi con soli 9 punti in undici partite e il penultimo posto. Al suo posto viene chiamato Nedo Sonetti, che in data 19 dicembre 2007 si dimette da allenatore del Cagliari (con la squadra ultima in classifica). Cellino richiama così Giampaolo, ancora sotto contratto, ma questi attraverso un comunicato trasmesso da un legale di fiducia agli organi di stampa, dichiara: «Pur nella consapevolezza del danno economico che ne deriverà, rinuncio a tornare a Cagliari. L'orgoglio e la dignità non hanno prezzo».

#### Siena e Catania
Nella stagione 2008-2009 è l'allenatore del Siena, che conduce alla salvezza ripetendo anche il record di punti, 44, ottenuti nella stagione precedente da Mario Beretta. Consegue anche il record di 12 vittorie in campionato. Nella stagione successiva, il 29 ottobre 2009, a causa degli scarsi risultati conseguiti dalla squadra bianconera (5 punti in 10 giornate) Giampaolo viene esonerato, sostituito dal tecnico della Primavera senese Marco Baroni.
Il 30 maggio 2010 viene ufficializzato come allenatore del Catania per la stagione 2010-2011. Le aspettative a inizio stagione sono alte, ma dopo aver totalizzato 22 punti in 20 partite, a seguito di una serie di 3 partite in cui il Catania guadagna un solo punto, viene esonerato il 18 gennaio 2011 e sostituito dall'argentino Diego Simeone.

#### Cesena
Il 4 giugno 2011 firma con il Cesena del presidente Igor Campedelli, sostituendo Massimo Ficcadenti e diventando il nuovo allenatore per la stagione 2011-2012. Per la sua avventura in terra romagnola rivedrà la composizione del suo consueto staff. Il nuovo vice sarà Leonardo Colucci, già agli ordini di Giampaolo ai tempi di Cagliari nel ruolo però di calciatore. Colucci prenderà il posto di Fabio Micarelli, vice storico di Giampaolo, che continuerà a far parte dello staff come collaboratore tecnico. Come preparatore atletico conferma per Roberto Peressuti, mentre il preparatore dei portieri non sarà più Tuccella, bensì Roberto Bocchino, già collaboratore di Giampaolo ai tempi di Ascoli. Malgrado una campagna acquisti sorprendente, l'avventura in Romagna inizierà con il peggiore avvio di campionato della sua carriera: dopo nove turni, risulta essere ultimo in classifica con soli 3 punti, e dopo alcune giornate di contestazioni, viene esonerato il 30 ottobre dopo la sconfitta per 2-0 contro il Parma: lascia la squadra all'ultimo posto con appena tre reti segnate, venendo sostituito da Daniele Arrigoni.

#### Brescia
Nella stagione 2013-2014 scende in Serie B, accordandosi il 2 luglio 2013 con il Brescia. Il 23 settembre 2013, all'indomani della sconfitta casalinga contro il Crotone in cui i tifosi hanno inneggiato al suo predecessore Alessandro Calori, non si presenta all'allenamento mattutino e rassegna le proprie dimissioni da allenatore del Brescia, accettate ufficialmente il 25 settembre. Il 4 marzo 2014 ha rifiutato la richiesta di tornare sulla panchina delle rondinelle.

#### Cremonese e Empoli
Il 17 novembre 2014 viene nominato nuovo allenatore della Cremonese in Lega Pro, al posto dell'esonerato Mario Montorfano. A fine stagione, arrivato 8º in campionato, risolve il contratto con il club grigiorosso.
Il 15 giugno 2015 viene nominato nuovo allenatore dell'Empoli, militante nella Serie A 2015-2016. Esordisce in Serie A sulla panchina toscana il 23 agosto 2015, con la sconfitta per 3 a 1 subita in casa contro il Chievo. La prima vittoria è invece datata 19 settembre 2015 contro l'Udinese, con il risultato di 1-2. Dopo aver portato la squadra al decimo posto in classifica esprimendo un buon gioco, il 14 maggio 2016 comunica alla società che non sarà più lui a guidare la squadra l'anno successivo.

#### Sampdoria
Il 4 luglio 2016 viene comunicato ufficialmente il suo passaggio alla Sampdoria. Alla sua prima stagione conduce i blucerchiati al decimo posto, con l'importante doppio successo nei derby di Genova: non accadeva dalla stagione 1959-60 che entrambe le sfide cittadine previste dal campionato si risolvessero a favore dei doriani. Spiccano anche le vittorie contro Inter e Milan, nei confronti delle quali la Sampdoria ottiene 9 punti su 12 disponibili. In Coppa Italia viene eliminato agli ottavi dalla Roma (4-0).
Nel campionato 2017-18 la squadra vince sempre in casa nelle prime 6 uscite, conseguendo un'altra affermazione contro il Genoa, fatto che rende il tecnico l'unico, al pari di Walter Novellino, capace di imporsi per tre volte di fila nella stracittadina. Altre vittorie importanti in questa stagione sono quelle contro il Milan (2-0), Juventus (3-2), Roma (0-1) e nelle doppie sfide con l'Atalanta (3-1 a Genova e 2-1 a Bergamo) e la Fiorentina (2-1 a Firenze e 3-1 a Genova). Conferma il decimo posto come l’anno prima ma con 6 punti in più (54), mentre in Coppa Italia viene eliminato dalla Fiorentina di nuovo agli ottavi (3-2).
L’anno seguente è il Milan a eliminare la Samp, sempre agli ottavi (2-0 ai supplementari). In campionato la formazione blucerchiata guidata da Giampaolo si piazza al nono posto con 53 punti.
Tra i risultati migliori di stagione figurano quelli con Napoli (3-0), Atalanta (0-1), Milan (1-0) e Juventus (2-0). Il 15 giugno 2019 viene annunciata la risoluzione consensuale del contratto con la società doriana, che lo sostituisce con Eusebio Di Francesco.

#### Milan
Il 19 giugno 2019 viene comunicato ufficialmente il suo ingaggio da parte del Milan. Esordisce in Serie A sulla panchina dei rossoneri il 25 agosto successivo, nella sconfitta per 0-1 contro l'Udinese. Raccoglie altre tre sconfitte nelle successive cinque giornate, diventando il secondo allenatore a perdere quattro delle prime sei partite alla guida del Milan, dopo Italo Galbiati nel 1982, e il primo a perderne quattro delle prime sei in campionato da 81 anni a quella parte. L'8 ottobre, nonostante la vittoria per 2-1 sul campo del Genoa, complice il brutto avvio di stagione dal punto di vista del gioco e dei risultati, viene esonerato (al suo posto la squadra meneghina ingaggia Stefano Pioli).

#### Torino
Il 7 agosto 2020 viene annunciato come nuovo allenatore del Torino. Esordisce sulla panchina granata il 19 settembre 2020, nella gara di Serie A persa per 0-1 in trasferta contro la Fiorentina. Il 18 gennaio 2021, a seguito del pareggio interno contro lo Spezia per 0-0 e con la squadra al terzultimo posto in classifica, viene esonerato.

#### Ritorno alla Sampdoria
Il 19 gennaio 2022 ritorna alla Sampdoria, in quel momento sedicesima in classifica, subentrando all'esonerato Roberto D'Aversa. Con 16 punti raccolti in 16 partite riesce a salvare la squadra ligure, terminando il campionato al 15º posto.
Riconfermato per la stagione 2022-2023, con la Sampdoria, dopo la sconfitta interna contro il Monza del 2 ottobre 2022 (0-3) e 6 sconfitte nelle prime 8 partite con solamente 2 punti raccolti, viene esonerato e rimpiazzato da Dejan Stanković. Il cambio tecnico non impedirà alla squadra di terminare il campionato all'ultimo posto, retrocedendo quindi in Serie B.

#### Lecce
L'11 novembre 2024 viene ingaggiato dal Lecce, terzultimo in Serie A, subentrando all'esonerato Luca Gotti. Il 25 novembre al debutto vince contro il Venezia per 0-1. Con la vittoria all’ultima giornata in casa della Lazio (0-1) il Lecce di Giampaolo ottiene la salvezza piazzandosi al quartultimo posto con 34 punti; è una salvezza storica per i salentini, che mai avevano centrato l'obiettivo di salvarsi in massima divisione per tre stagioni consecutive. Tuttavia a fine stagione la società decide di esonerarlo.

## Statistiche

### Statistiche da allenatore
Statistiche aggiornate al 25 maggio 2025.
| Stagione         | Squadra          | Campionato       | Campionato | Campionato | Campionato | Campionato | Coppe nazionali | Coppe nazionali | Coppe nazionali | Coppe nazionali | Coppe nazionali | Coppe continentali | Coppe continentali | Coppe continentali | Coppe continentali | Coppe continentali | Altre coppe | Altre coppe | Altre coppe | Altre coppe | Altre coppe | Totale | Totale | Totale | Totale | % Vittorie | Piazzamento     |
| Stagione         | Squadra          | Comp             | G          | V          | N          | P          | Comp            | G               | V               | N               | P               | Comp               | G                  | V                  | N                  | P                  | Comp        | G           | V           | N           | P           | G      | V      | N      | P      | %          | Piazzamento     |
| ---------------- | ---------------- | ---------------- | ---------- | ---------- | ---------- | ---------- | --------------- | --------------- | --------------- | --------------- | --------------- | ------------------ | ------------------ | ------------------ | ------------------ | ------------------ | ----------- | ----------- | ----------- | ----------- | ----------- | ------ | ------ | ------ | ------ | ---------- | --------------- |
| 2004-2005        | Ascoli           | B                | 42+2       | 17+0       | 11+0       | 14+2       | CI              | 3               | 1               | 1               | 1               | -                  | -                  | -                  | -                  | -                  | -           | -           | -           | -           |             | 47     | 18     | 12     | 17     | 38,30      | 4º (prom.)      |
| 2006-2007        | Cagliari         | A                | 30         | 7          | 12         | 11         | CI              | 3               | 2               | 0               | 1               | -                  | -                  | -                  | -                  | -                  | -           | -           | -           | -           | -           | 33     | 9      | 12     | 12     | 27,27      | Eson., Sub. 17º |
| lug.-nov. 2007   | Cagliari         | A                | 11         | 2          | 3          | 6          | CI              | 1               | 1               | 0               | 0               | -                  | -                  | -                  | -                  | -                  | -           | -           | -           | -           | -           | 12     | 3      | 3      | 6      | 25,00      | Eson.           |
| Totale Cagliari  | Totale Cagliari  | Totale Cagliari  | 41         | 9          | 15         | 17         |                 | 4               | 3               | 0               | 1               |                    | -                  | -                  | -                  |                    | -           | -           | -           | -           | -           | 45     | 12     | 15     | 18     | 26,67      |                 |
| 2008-2009        | Siena            | A                | 38         | 12         | 8          | 18         | CI              | 2               | 1               | 0               | 1               | -                  | -                  | -                  | -                  | -                  | -           | -           | -           | -           | -           | 40     | 13     | 8      | 19     | 32,50      | 14º             |
| lug.-ott. 2009   | Siena            | A                | 10         | 1          | 2          | 7          | CI              | -               | -               | -               | -               | -                  | -                  | -                  | -                  | -                  | -           | -           | -           | -           | -           | 10     | 1      | 2      | 7      | 10,00      | Eson.           |
| Totale Siena     | Totale Siena     | Totale Siena     | 48         | 13         | 10         | 25         |                 | 2               | 1               | 0               | 1               |                    | -                  | -                  | -                  |                    | -           | -           | -           | -           | -           | 50     | 14     | 10     | 26     | 28,00      |                 |
| 2010-gen. 2011   | Catania          | A                | 20         | 5          | 7          | 8          | CI              | 3               | 2               | 0               | 1               | -                  | -                  | -                  | -                  | -                  | -           | -           | -           | -           | -           | 23     | 7      | 7      | 9      | 30,43      | Eson.           |
| lug.-ott. 2011   | Cesena           | A                | 9          | 0          | 3          | 6          | CI              | 1               | 1               | 0               | 0               | -                  | -                  | -                  | -                  | -                  | -           | -           | -           | -           | -           | 10     | 1      | 3      | 6      | 10,00      | Eson.           |
| lug.-set. 2013   | Brescia          | B                | 5          | 1          | 3          | 1          | CI              | 2               | 1               | 0               | 1               | -                  | -                  | -                  | -                  | -                  | -           | -           | -           | -           | -           | 7      | 2      | 3      | 2      | 28,57      | Dimiss.         |
| nov. 2014-2015   | Cremonese        | LP               | 26         | 9          | 10         | 7          | CI+CI-LP        | -               | -               | -               | -               | -                  | -                  | -                  | -                  | -                  | -           | -           | -           | -           | -           | 26     | 9      | 10     | 7      | 34,62      | Sub. 8º         |
| 2015-2016        | Empoli           | A                | 38         | 12         | 10         | 16         | CI              | 1               | 0               | 0               | 1               | -                  | -                  | -                  | -                  | -                  | -           | -           | -           | -           | -           | 39     | 12     | 10     | 17     | 30,77      | 10º             |
| 2016-2017        | Sampdoria        | A                | 38         | 12         | 12         | 14         | CI              | 3               | 2               | 0               | 1               | -                  | -                  | -                  | -                  | -                  | -           | -           | -           | -           | -           | 41     | 14     | 12     | 15     | 34,15      | 10º             |
| 2017-2018        | Sampdoria        | A                | 38         | 16         | 6          | 16         | CI              | 3               | 2               | 0               | 1               | -                  | -                  | -                  | -                  | -                  | -           | -           | -           | -           | -           | 41     | 18     | 6      | 17     | 43,90      | 10º             |
| 2018-2019        | Sampdoria        | A                | 38         | 15         | 8          | 15         | CI              | 3               | 2               | 0               | 1               | -                  | -                  | -                  | -                  | -                  | -           | -           | -           | -           | -           | 41     | 17     | 8      | 16     | 41,46      | 9º              |
| lug.-ott. 2019   | Milan            | A                | 7          | 3          | 0          | 4          | CI              | -               | -               | -               | -               | -                  | -                  | -                  | -                  | -                  | -           | -           | -           | -           | -           | 7      | 3      | 0      | 4      | 42,86      | Eson.           |
| 2020-gen. 2021   | Torino           | A                | 18         | 2          | 7          | 9          | CI              | 3               | 2               | 1               | 0               | -                  | -                  | -                  | -                  | -                  | -           | -           | -           | -           | -           | 21     | 4      | 8      | 9      | 19,05      | Eson.           |
| gen.-giu. 2022   | Sampdoria        | A                | 16         | 5          | 1          | 10         | CI              | -               | -               | -               | -               | -                  | -                  | -                  | -                  | -                  | -           | -           | -           | -           | -           | 16     | 5      | 1      | 10     | 31,25      | Sub. 15º        |
| lug.-ott. 2022   | Sampdoria        | A                | 8          | 0          | 2          | 6          | CI              | 1               | 1               | 0               | 0               | -                  | -                  | -                  | -                  | -                  | -           | -           | -           | -           | -           | 9      | 1      | 2      | 6      | 11,11      | Eson.           |
| Totale Sampdoria | Totale Sampdoria | Totale Sampdoria | 138        | 48         | 29         | 61         |                 | 10              | 7               | 0               | 3               |                    | -                  | -                  | -                  | -                  |             | -           | -           | -           | -           | 148    | 55     | 29     | 64     | 37,16      |                 |
| nov. 2024-2025   | Lecce            | A                | 26         | 6          | 7          | 13         | CI              | -               | -               | -               | -               | -                  | -                  | -                  | -                  | -                  | -           | -           | -           | -           | -           | 26     | 6      | 7      | 13     | 23,08      | Sub., 17º       |
| Totale carriera  | Totale carriera  | Totale carriera  | 420        | 125        | 112        | 183        |                 | 29              | 18              | 2               | 9               |                    | -                  | -                  | -                  | -                  |             | -           | -           | -           | -           | 449    | 143    | 114    | 192    | 31,85      |                 |